# Max Greenfield
Max Greenfield (født 4. september 1979) er en amerikansk skuespiller.
Han har medvirket i tv-serier som Veronica Mars og Ugly Betty, og har med sin rolle som Schmidt i tv-serien New Girl modtaget Emmy-, Critics' Choice Television-, og Golden Globe-nomineringer for. Han har også lagt stemme til adskillige karakterer i tv-serier som Bob's Burgers, Robot Chicken og BoJack Horseman.
Greenfield har siden 2018 medvirket i komedieserien The Neighborhood som Dave Johnson.

## Privatliv
Greenfield blev gift med casting director, Tess Sanchez i 2008, og de har sammen to børn, Lilly og Ozzie James Greenfield.